# جيفري س. الكسندر
جيفري س. الكسندر (بالإنجليزية: Jeffrey C. Alexander)‏ هو عالم اجتماع أمريكي، ولد في 30 مايو 1947.

## التاريخ المهني
ولد في 30 مايو 1947، في ميلواكي، في ويسكونسن. حصل على درجة البكالوريوس في الآداب من جامعة هارفارد في عام 1969 وشهادة الدكتوراه في الفلسفة من جامعة كاليفورنيا، في بيركلي، في عام 1978. كان مهتمًا في الأصل بعلم الاجتماع الماركسي وعمل مع فريد بلوك. في وقت لاحق عمل مع نيل سميلسر وروبرت ن. بيلاه وليو لوينثال. كانوا جميعهم في لجنة أطروحته، وكان بيلاه هو الرئيس، وهو طالب سابق في تالكوت بارسونز.
نُشرت أطروحة ألكساندر، بعنوان المنطق النظري في علم الاجتماع، كمجموعة من أربعة مجلدات. المجلد الأول كان بعنوان، الفلسفة الوضعية والمسلمات والصراعات الحالية، المجلد الثاني هو تناقض المبادئ للفكر الكلاسيكي: ماركس ودوركهايم، وكان المجلد الثالث المحاولة الكلاسيكية في التوليف النظري: ماكس ويبر، والمجلد الرابع كان بعنوان إعادة الإعمار الحديثة للفكر الكلاسيكي: تالكوت بارسونز. كان العديد من واضعي النظريات في ذلك الوقت، يحاولون إحياء بارسونز بعد عقد من الانتقادات، وكان منطق الإسكندر النظري في علم الاجتماع جزءًا من هذا الإحياء.
عمل في جامعة كاليفورنيا في لوس أنجلوس، من عام 1974 حتى التحق بجامعة ييل في عام 2001، واعتبارًا من عام 2008 كان أستاذًا في علم الاجتماع في ليليان تشافنسون سادن، والمدير المشارك لمركز علم الاجتماع الثقافي.
ألّف ألكساندر وشارك في تأليف عشرة كتب. كان أحد محرري مجلة النظرية الاجتماعية، وهو حاليًا محرر مشارك في المجلة الأمريكية لعلم الاجتماع الثقافي.
حصل على الدكتوراه الفخرية من جامعة لا تروب وملبورن وكلية دبلن الجامعية بأيرلندا. وفي عام 2004، حصل على جائزة كليفورد غيرتز لأفضل مقال في علم الاجتماع الثقافي، وفي عام 2008، فاز بجائزة ماري دوغلاس لأفضل كتاب في علم الاجتماع الثقافي. حصل كذلك على جائزة نظرية عام 2007 من قسم النظريات في الجمعية الأمريكية لعلم الاجتماع لأفضل مقال نظري. في عام 2009، حصل على جائزة مؤسسة ماتي دوغان في علم الاجتماع من الجمعية الدولية لعلم الاجتماع، والتي تُمنح كل أربع سنوات تقديرًا للإنجازات التي تحققت مدى الحياة إلى «عالم من ذوي المكانة العالية في المهنة وذات السمعة الدولية المتميزة».
من طلاب جيفري البارزين أليكساندر رونالد جاكوبس، وفيليب سميث، وآيزاك ريد، وماثيو نورتون، وإليزابيث بريسي.

## المذهب الوظيفي الجديد
يمثل المذهب الوظيفي الجديد في علم الاجتماع، إحياء لفكر تالكوت بارسونز من قبل جيفري ألكسندر الذي يرى أن المذهب الوظيفي الجديدة له خمسة اتجاهات مركزية:
- إنشاء شكل من أشكال الوظيفية متعدد الأبعاد ويشمل مستويات التحليل الجزئي وكذلك الكلي.
- دفع الوظيفية إلى اليسار ورفض تفاؤل بارسونز حول الحداثة.
- للدفاع عن التوجه الديمقراطي الضمني في التحليل الوظيفي.
- لدمج اتجاه الصراع
- للتأكيد على عدم اليقين والإبداع التفاعلي.

في حين أن بارسونز ينظر باستمرار إلى الفاعلين على أنهم مفاهيم تحليلية، يُعرِّف ألكساندر العمل بأنه حركة الأشخاص الماديين الذين يعيشون ويتنفسون وهم يشقون طريقهم عبر الزمان والمكان. بالإضافة إلى ذلك، يجادل بأن كل فعل يحتوي على بُعد من الإرادة الحرة، والذي من خلاله يوسع نطاق وظيفته ليشمل بعض المخاوف من التفاعل الرمزي.

## المنعطف الثقافي والبرنامج القوي
ابتداءً من أواخر الثمانينيات، اتجه عمل ألكساندر إلى علم الاجتماع الثقافي. كان مفتاح هذا التحول الثقافي هو تحول تركيزه من الانخراط في الوظيفة الهيكلية لبارسون نحو إعادة قراءة أعمال إميل دوركهايم اللاحقة، والتي تميزت باهتمام قوي بالنظم الثقافية. كانت أشكال دوركهايم الأولية للحياة الدينية أسس لفكر الإسكندر، يحلل دوركهايم في هذا العمل الطرق التي تنبثق بها التمثيلات الجماعية ووظائفها، وكذلك دور الشعائر في الحفاظ على التكافل وإحياء معايير وقيم المجتمع للجماعة.
يستأنف ألكساندر بشكل مخصص اقتراح دوركهايم بأن العمليات الدينية التي لوحظت في المجتمعات القبلية لها أهمية في المجتمعات الحديثة. بصرف النظر إن كانت المجتمعات الحديثة تعتقد أنها عقلانية وعلمانية، كما يزعم ألكساندر، فإن حياتها وعملياتها المدنية تستند إلى تمثيلات جماعية وروابط عاطفية قوية وروايات مختلفة تخبر المجتمع -تمامًا كما حصل في المجتمعات القبلية- بأن ما يؤمنون به وأن قيمهم مقدسة.
يميز ألكساندر بين علم اجتماع الثقافة وعلم الاجتماع الثقافي. يرى علم اجتماع الثقافة أن الثقافة هي متغير تابع (أي نتاج لعوامل خارجة عن الثقافة مثل الاقتصاد أو السياسة المرتبطة بالمصالح) في حين يرى علم الاجتماع الثقافي أن الثقافة لها قدر أكبر من الحكم الذاتي وتعطي وزنًا أكبر للمعاني الداخلية. وبعبارة أخرى، في تصور ألكساندر لعلم الاجتماع الثقافي يَفترض أن الأفكار والعمليات الرمزية قد يكون لها تأثير مستقل على المؤسسات الاجتماعية والسياسة والثقافة نفسها. يُميز ألكساندر بشدة هذا المنظور الاجتماعي عن النظام الاجتماعي البوردي الذي كان سائدًا آنذاك، والذي يميل إلى اعتبار العمليات الثقافية جزءًا لا يتجزأ من صراعات السلطة، وأساسية في عدم المساواة المادية.